# Kanazawa, Yokohama

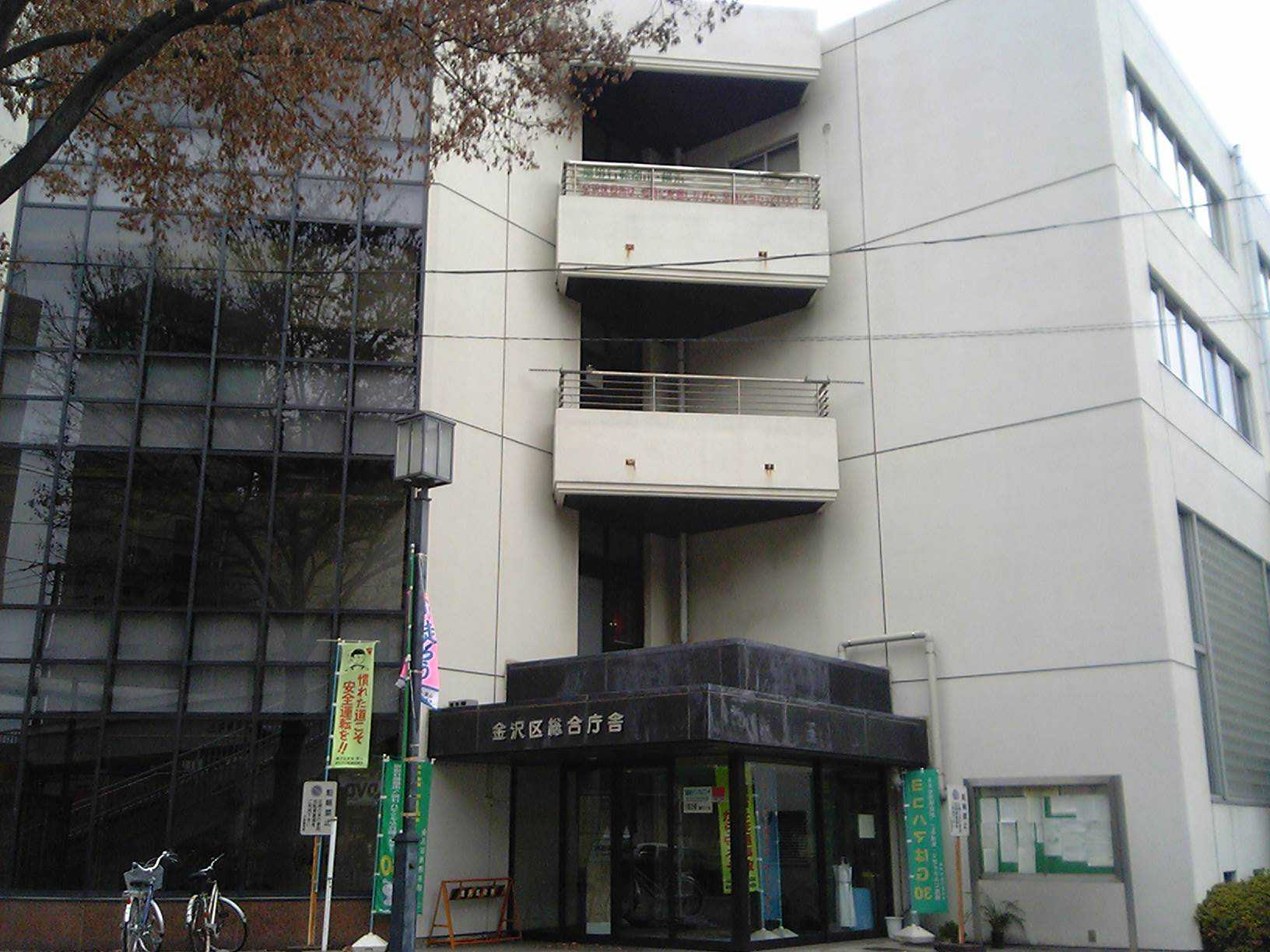
Văn phòng quận Kanazawa

Kanazawa trong Yokohama

Kanazawa (金沢区 (Kim Trạch khu) Kanazawa-ku) là một khu thuộc thành phố Yokohama, tỉnh Ibaraki, Nhật Bản. Quận có diện tích 31,01 km2, dân số năm 2010 là 209.565 người.